# Labastide-du-Temple
Labastide-du-Temple település Franciaországban, Tarn-et-Garonne megyében. Lakosainak száma 1137 fő (2022. január 1.). Labastide-du-Temple Les Barthes, Castelsarrasin, Lafrançaise, La Ville-Dieu-du-Temple, Lizac és Meauzac községekkel határos.

## Népesség
A település népességének változása:
| Lakosok száma | 1149 | 1159 | 1172 | 1125 | 1138 | 1143 | 1148 | 1143 | 1137 |
|               | 2013 | 2015 | 2016 | 2017 | 2018 | 2019 | 2020 | 2021 | 2022 |